# Șoldănești
Șoldănești is een gemeente - met stadstitel - en de hoofdplaats van de Moldavische bestuurlijke eenheid (unitate administrativ-teritorială) Șoldănești.
De gemeente telt 7500 inwoners (01-01-2012).